# Immanuel Bloch
Immanuel Felix Bloch (* 16. November 1972 in Fulda) ist ein deutscher Physiker und Hochschullehrer.

## Leben
Immanuel Bloch wurde 1972 in Fulda als Sohn eines Chemikers und einer Deutschlehrerin geboren und wuchs in Schlüchtern auf.
Er studierte von 1991 bis 1995 an der Rheinischen Friedrich-Wilhelms-Universität in Bonn und schrieb 1996 seine Diplomarbeit über Stimulierte Lichtkräfte mit Pikosekunden-Laserpulsen in der Gruppe von Dieter Meschede. Als Stipendiat der Studienstiftung des deutschen Volkes ging er dann zu einem einjährigen Forschungsaufenthalt an die Stanford-Universität zu Mark Kasevich und begann 1998 seine Promotion an der Ludwig-Maximilians-Universität München bei Theodor Hänsch über Atomlaser und Phasenkohärenz atomarer Bose-Einstein-Kondensate (Abschluss 2000). Während dieser Zeit war er wissenschaftlicher Angestellter des Max-Planck-Instituts für Quantenoptik in Garching, wo er bis 2002 als wissenschaftlicher Mitarbeiter blieb. Im Mai 2002 wechselte er an die Ludwig-Maximilians-Universität in München. Nachdem er Anfang 2003 Angebote der Stanford-Universität und der Universität Yale abgelehnt hatte, war er ab Ende 2003 C4-Professor an der Johannes Gutenberg-Universität Mainz.  2005 erhielt er als bis dahin jüngster Preisträger den Leibnizpreis der DFG. 2009 wechselte er als Direktor ans Max-Planck-Institut für Quantenoptik und als Professor an die Fakultät für Physik der Ludwig-Maximilians-Universität München. Seit 2009 ist er zudem Mitglied bei der Nanosystems Initiative Munich (NIM).
Seit 2022 zählt der Medienkonzern Clarivate ihn aufgrund der Zahl der Zitationen zu den Favoriten auf einen Nobelpreis (Clarivate Citation Laureates).

## Werk
Bloch gelang mit der Gruppe um Theodor Hänsch während seiner Promotion 1999 die Entwicklung eines Atomlasers mit einem Bose-Einstein-Kondensat (BEC). Er beschäftigt sich vor allem mit der Manipulation von BECs durch Gitter aus Lichtwellen (Laserstrahlen). Mit diesen Methoden gelang es 2002 erstmals, ein BEC in einen anderen Materiezustand, den Mott-Isolator-Zustand, zu überführen.

## Auszeichnungen und Mitgliedschaften
- 2000 Philip Morris Forschungspreis (zusammen mit Theodor Hänsch und Tilman Esslinger)
- 2000 Nachwuchspreis der Fakultät für Physik der Ludwig-Maximilians-Universität, München
- Promotionspreis der Freunde und Förderer der Universität München e. V.
- 2002 Otto-Hahn-Medaille der Max-Planck-Gesellschaft
- 2002 Rudolf-Kaiser-Preis, Stifterverband für die Deutsche Wissenschaft
- 2005 Gottfried-Wilhelm-Leibniz-Preis, Deutsche Forschungsgemeinschaft
- 2005 Bundesverdienstkreuz am Bande (4. Oktober 2005)[8]
- 2005 International Commission of Optics (ICO), Preis
- 2007 Philip Morris Forschungspreis
- 2011 Mitglied der Deutschen Akademie der Naturforscher Leopoldina[9]
- 2011 Prize for Fundamental Aspects of Quantum Electronics and Optics, Europäische Physikalische Gesellschaft
- 2013 Körber-Preis für die Europäische Wissenschaft
- 2013 Hector Wissenschaftspreis[10] – Mitglied der Hector Fellow Academy[11]
- 2013 Senior BEC (Bose-Einstein Condensation) Award
- 2015 Harvey Prize des Technion Institute in Haifa[12]
- 2018 Ordentliches Mitglied der Bayerischen Akademie der Wissenschaften[13]
- 2018 Mitglied der Berlin-Brandenburgischen Akademie der Wissenschaften
- 2018 Preis für gute Lehre des Bayerischen Staatsministeriums für Wissenschaft und Kunst[14]
- 2021 Bayerischer Maximiliansorden für Wissenschaft und Kunst
- 2023 Zeiss Research Award
- 2024 Stern-Gerlach-Medaille
- 2025 Hightech-Preis des Bayerischen Ministerpräsidenten[15]
- 2025 Mitglied der National Academy of Sciences